# 錫馬基夫卡
50°50′56″N 28°3′25″E / 50.84889°N 28.05694°E
錫馬基夫卡（羅馬化：Simakivka）是烏克蘭北部的村莊，隸屬日托米爾州的茲維亞赫爾區。該村始建於1639年，面積4.38平方公里，海拔高度204米，2001年人口569，人口密度每平方公里129.82人。